# Burgen und Schlösser im Burgund

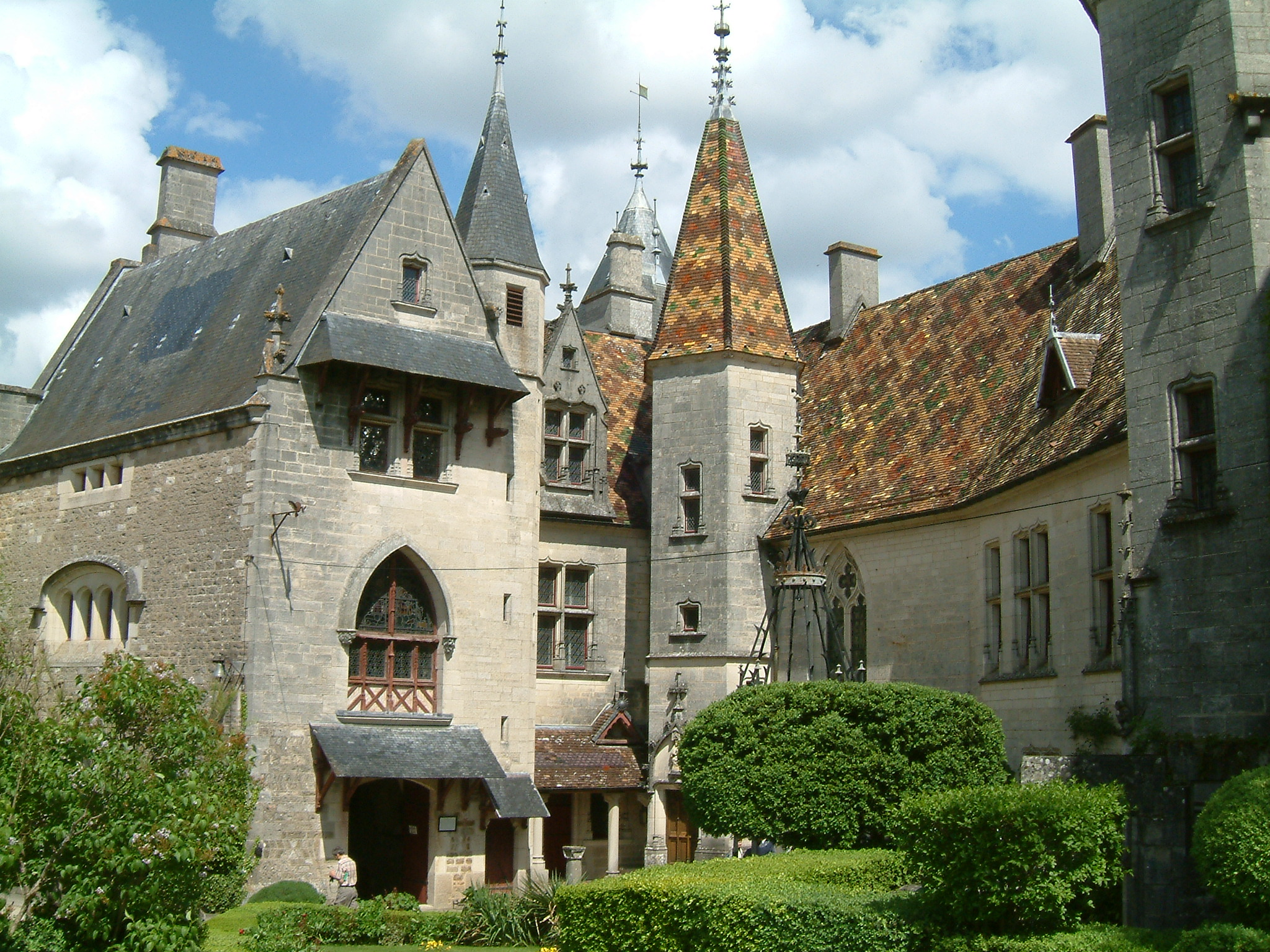
Die Burg La Rochepot besitzt die für das Burgund so typischen Dächer aus bunt glasierten Dachziegeln.

Die Burgen und Schlösser im Burgund zählen neben den zahlreichen Kirchen und Klöstern, für die das an Kunst und Kultur reiche Burgund bekannt ist, zu den historischen Bauwerken dieser Region in Frankreich. Die Anlagen im eher ländlich geprägten „Herzen Frankreichs“ sind weit verstreut, und ihre genaue Anzahl ist schwer in Erfahrung zu bringen, denn Angaben dazu schwanken zwischen 400 und 700.

## Überblick
Fast alle Baudenkmäler Burgunds, und damit auch die einstigen Adelsresidenzen, sind mittelalterlich oder nachmittelalterlich erneuert. Die Burganlagen aus der Zeit der Grand ducs, der vier Herzöge aus dem Haus Valois, sind heutzutage entweder vollkommen verschwunden oder nur noch Ruinen, denn sie wurden während des Hundertjährigen Krieges stark beschädigt oder zerstört. Die Überreste dieser Bauten sind zwar zahlreich, aber es gibt nur wenige gut erhaltene Gesamtanlagen. Eine dieser Ausnahmen ist die Burgruine Brancion aus dem 10. Jahrhundert, die damit zugleich auch eine der ältesten erhaltenen Burganlagen Burgunds ist.
Im nördlichen Teil der Region finden sich überwiegend Schlösser im Stil der Renaissance. Bei ihrer Errichtung wurde jedoch nur selten der „reinen Lehre“ gefolgt, sondern man kombinierte die Stilelemente mit lokalen Eigenarten, zum Beispiel die für das Burgund typischen Dächer mit bunt glasierten Dachziegeln. Oft wirken die burgundischen Schlossbauten noch burgartig, denn ihre Baumeister griffen häufig auf mittelalterliche Bauformen zurück. Gute Beispiele dafür sind die Schlösser Châteauneuf und Posanges. Einen deutlichen italienischen Einfluss weisen hingegen Schloss Ancy-le-Franc, Schloss Tanlay und das Schloss Sully auf. Im Vergleich zu den typischen Renaissancebauten der Loire-Schlösser sind die Schlösser Burgunds in ihrer architektonischen Ausführung jedoch bodenständiger, weil sie nicht nur als Lust- und Jagdschlösser und damit zu gesellschaftlichen Anlässen genutzt wurden, sondern fester Wohnsitz einer einflussreichen Familie aus der jeweiligen Gegend waren. Eine der wenigen Ausnahmen hiervon ist Schloss Cormatin, das nur Sommerresidenz der Familie du Blé war. Typisch für viele burgundische Schlösser ist auch ihre Uneinheitlichkeit im Stil. Sie resultiert aus der notwendigen Überbrückung von durch Kriegen hervorgerufenen Baupausen, die so lang waren, dass bei Wiederaufnahme der Bautätigkeiten mittlerweile ein anderer Architekturstil in Mode gekommen war. Beispiele für Schlossbauten, bei denen der französische klassizistische Barock dominiert, sind unter anderem die Schlösser Bussy-Rabutin, Commarin und Menou.
Die Mehrheit der Burgen und Schlösser im Burgund befindet sich im Privatbesitz und ist deshalb meist nur zwischen Ostern und Ende Oktober für die Öffentlichkeit zugänglich. Dies trifft auch auf die weltweit einzigartige Baustelle des Projekts der Burg Guédelon zu, auf der rund 50 Menschen damit beschäftigt sind, eine Burg mit den Techniken und Materialien des Mittelalters zu errichten.

## Beispielhafte Anlagen

### Département Côte-d’Or
- Schloss Arcelot, Arceau

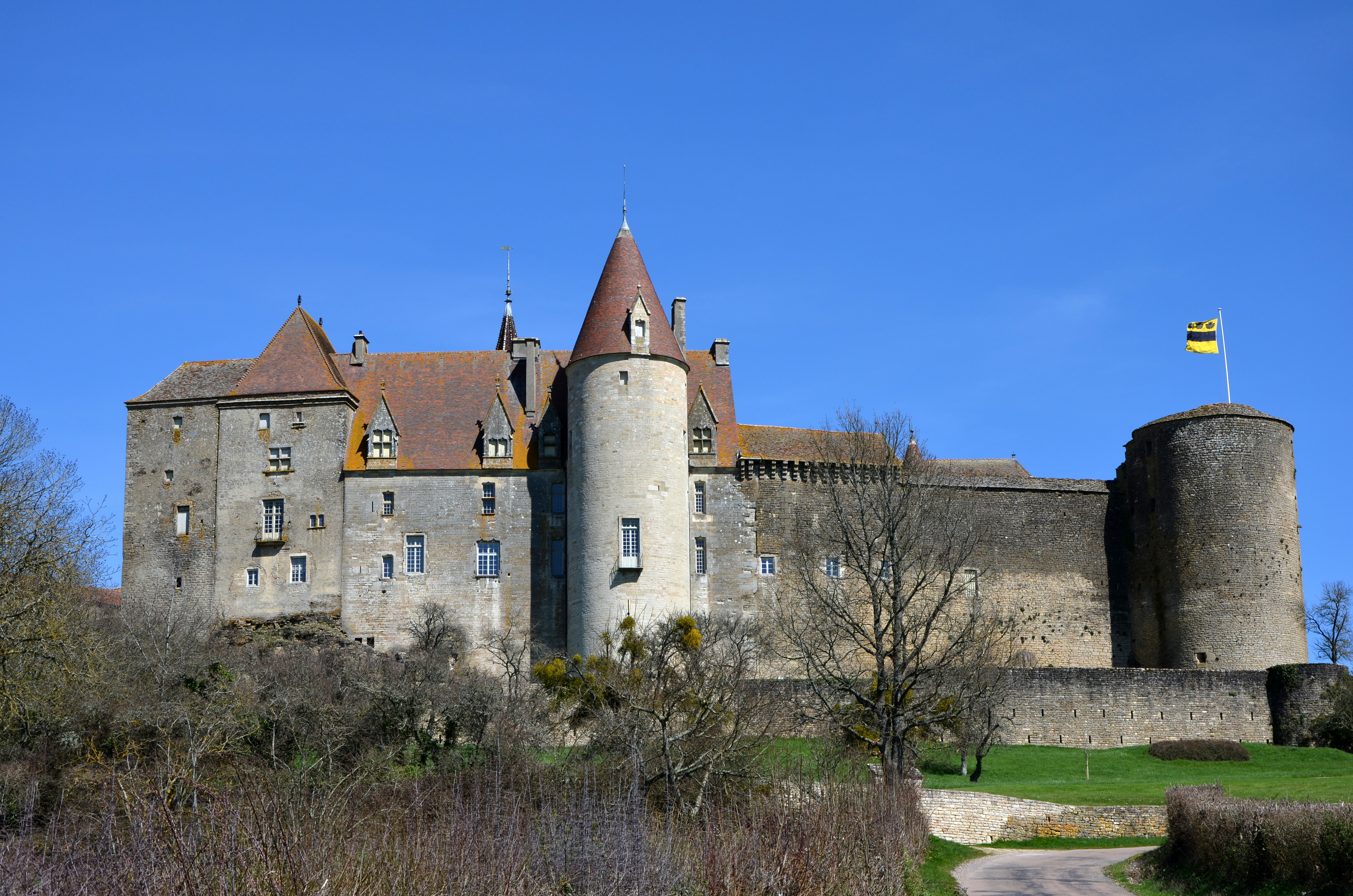
Burg Châteauneuf

- Schloss Bussy-Rabutin, Bussy-le-Grand
- Burg Châteauneuf-en-Auxois, Châteauneuf
- Schloss Commarin, Commarin
- Burg La Rochepot, La Rochepot
- Schloss Posanges, Posanges

### Département Nièvre
- Schloss Bazoches, Bazoches
- Burg La Motte-Josserand, Perroy
- Schloss Menou, Menou
- Herzogspalast von Nevers, Nevers

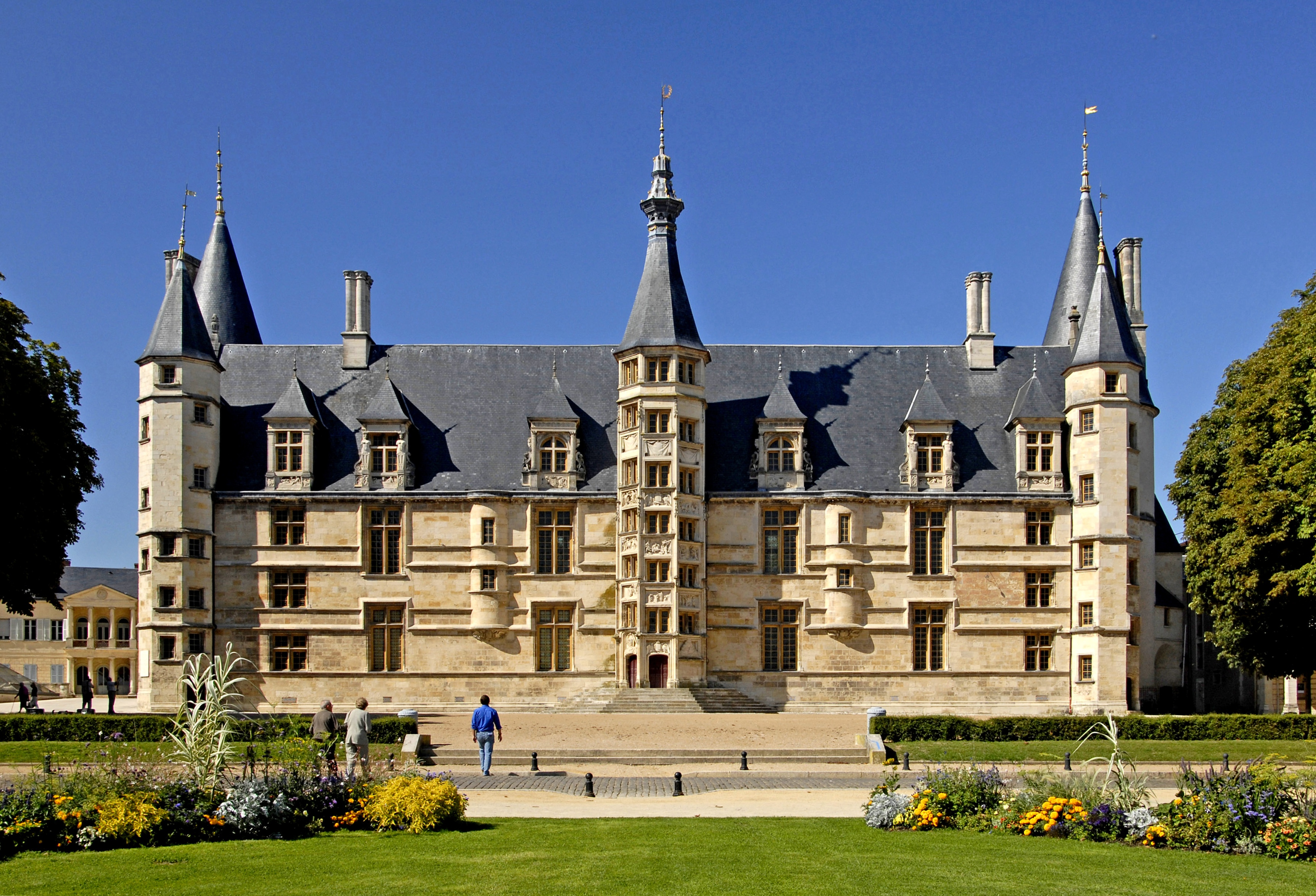
Herzogsschloss von Nevers

- Burg Passy-les-Tours, Varennes-lès-Narcy

### Département Saône-et-Loire

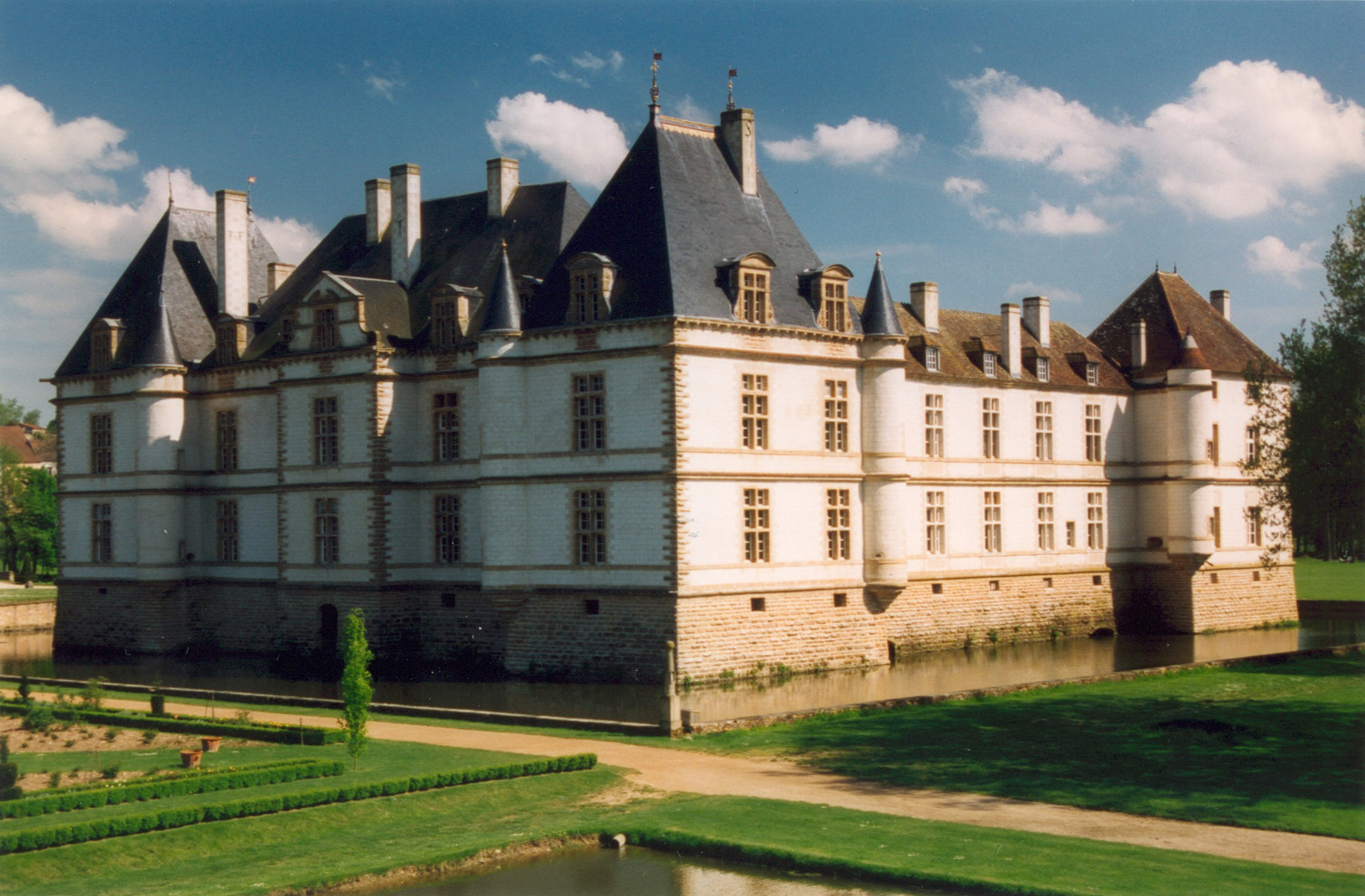
Schloss Cormatin

- Burg Berzé-le-Châtel, Berzé-le-Châtel
- Burg Brancion, Martailly-lès-Brancion
- Schloss Cormatin, Cormatin
- Schloss Germolles, Mellecey
- Schloss La Clayette, La Clayette
- Schloss Sully, Sully (Saône-et-Loire)

### Département Yonne

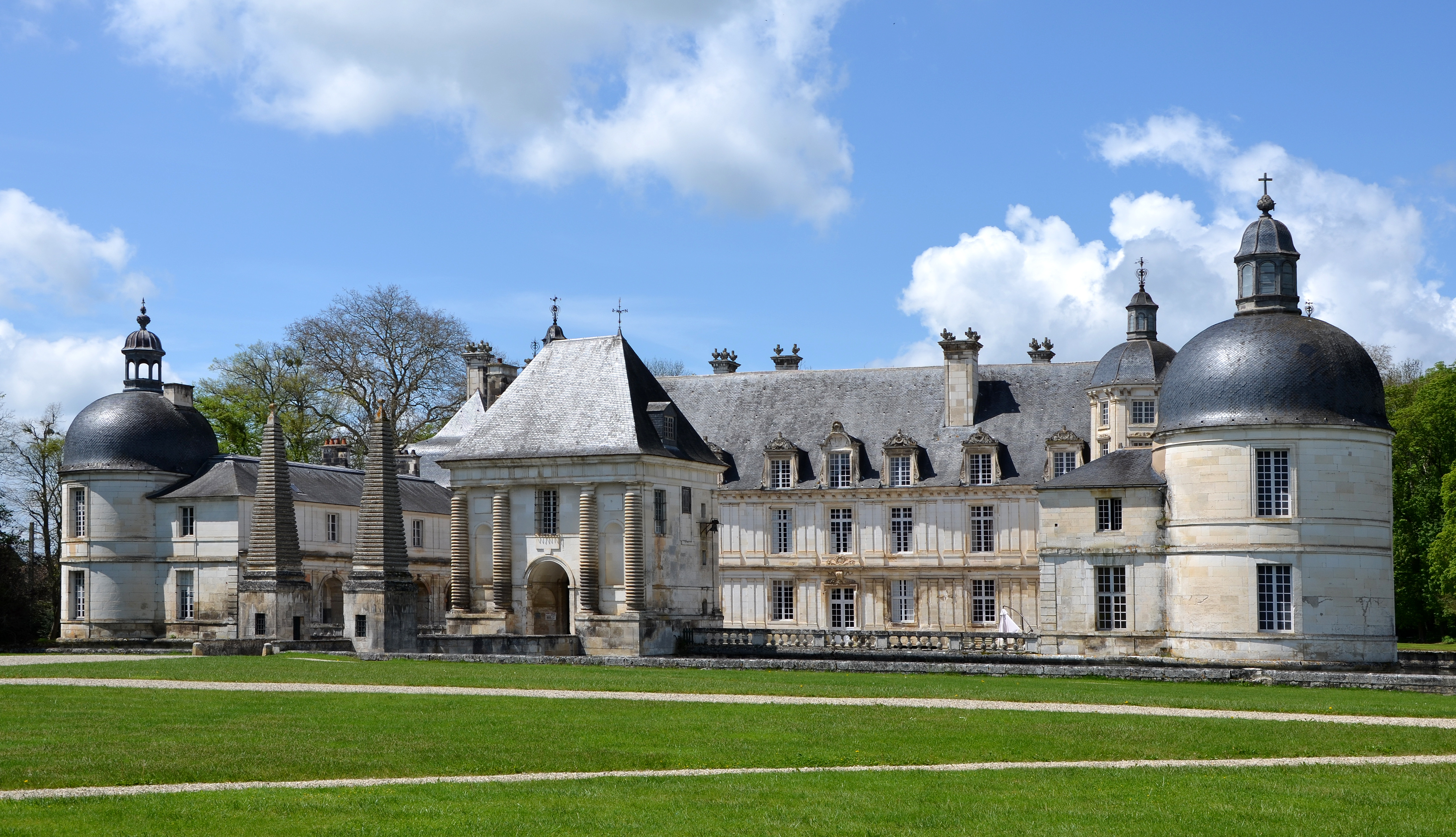
Schloss Tanlay

- Schloss Ancy-le-Franc, Ancy-le-Franc
- Schloss Domecy-sur-Cure, Domecy-sur-Cure
- Schloss Montjalin, Sauvigny-le-Bois
- Schloss Ratilly, Treigny
- Schloss Saint-Fargeau, Saint-Fargeau
- Schloss Tanlay, Tanlay